# Elymus stebbinsii
Elymus stebbinsii là một loài thực vật có hoa trong họ Hòa thảo. Loài này được Gould mô tả khoa học đầu tiên năm 1947.